# Archidiocèse de Dubuque
L′archidiocèse de Dubuque (Archidioecesis Dubuquensis), dans l'état du Iowa, a été érigé canoniquement le 15 juin 1893 par le pape Léon XIII. Il avait auparavant été érigé en diocèse le 15 juillet 1837 à partir du territoire du l'archidiocèse de Saint-Louis. Depuis 2023, son archevêque est Thomas Robert Zinkula (en), qui siège à la cathédrale Saint-Raphaël.

## Histoire
En 1850, le diocèse doit céder des terres pour ériger le diocèse de Saint-Paul. En 1881, il perd à nouveau du territoire pour créer le diocèse de Davenport, et 1902 pour créer le diocèse de Sioux City.
La superficie de ce archidiocèse est de 45 056 km2, et il comptait en 2006 un nombre de 216 000 fidèles catholiques qui vivaient dans le territoire archidiocésain, soit 22,9 %  de la population totale. Il comptait également en 2006 un effectif de 238 prêtres, qui portaient leur ministère dans 187 paroisses. Il y avait alors  133 religieux et 818 religieuses à Dubuque. En 2016, les chiffres sont en baisse avec 197 816 baptisés (18,7% de la population totale), 202 prêtres (dont 37 réguliers), 180 religieux et 588 religieuses dans 166 paroisses. Il y a aussi une centaine de diacres permanents. 
Parmi les communautés religieuses présentes au diocèse, se trouvent deux abbayes cisterciennes, l'abbaye de New Melleray (masculine) et l'abbaye Notre-Dame du Mississippi (féminine).

## Évêques et archevêques
La liste des évêques qui se sont succédé sur le siège épiscopal de Dubuque se trouve dans l'article suivant :

## Suffragants
- Diocèse de Davenport
- Diocèse de Des Moines
- Diocèse de Sioux City

## Enseignement
- Loras College, fondé en 1839 par Mgr Mathias Loras à Dubuque
- Université Clarke, fondée en 1843 en tant que St. Mary's Academy par Mère Mary Francis Clarke à Dubuque
- Divine Word College, séminaire fondé en 1964 par les Verbistes à Epworth dans les environs de Dubuque
- Mount Mercy University, fondée en 1928 par les Sœurs de la Miséricorde à Cedar Rapids

### Articles liés
- Cathédrale Saint-Raphaël de Dubuque
- Église Sainte-Marie de Dubuque
- Liste des juridictions catholiques aux États-Unis
- Église catholique aux États-Unis